# لاندخراف
لاندخراف Landgraaf  بلدية بمقاطعة ليمبورخ، هولندا.

## طوبوغرافيا
خريطة طوبوغرافية هولندية لبلدية لاندخراف، يونيو 2015، (تقرأ بعد ثلاث نقرات على الخريطة)

## أعلام
- جبريل برول
- جوريت سميتس